# Ananda Shankar (album)
Albums de Ananda Shankar
Ananda Shankar and His Music
(1975)
Ananda Shankar est le premier album d'Ananda Shankar, sorti en 1970.
Cet album mélange musique hindoue, rock occidental et musique électronique. C'est le premier album de rock composé par un musicien hindou.

## L'album
C'est après une rencontre et un repas avec Jimi Hendrix que celui-ci demanda à Shankar d'enregistrer un album avec lui. Shankar a confié qu'il « n'a pas pu dormir pendant trois nuits, mais finalement j'ai décidé que ça ne pourrait pas être ma musique. Alors j'ai fait l'album tout seul. »
L'album est cité dans l'ouvrage de référence de Robert Dimery Les 1001 albums qu'il faut avoir écoutés dans sa vie. 

### Titres
| 1. | Jumpin' Jack Flash | Mick Jagger, Keith Richards                              | 3:35 |
| 2. | Snow Flower        | Paul Lewinson, Ananda Shankar                            | 2:49 |
| 3. | Light My Fire      | John Densmore, Robby Krieger, Ray Manzarek, Jim Morrison | 3:32 |
| 4. | Mamata (Affection) | Lewinson, Shankar                                        | 3:09 |
| 5. | Metamorphosis      | Lewinson, Shankar                                        | 6:50 |

| 6. | Sagar (The Ocean) | Lewinson, Shankar | 13:16 |
| 7. | Dance Indra       | traditionnel      | 3:53  |
| 8. | Raghupati         | traditionnel      | 3:28  |

### Musiciens
- Ananda Shankar : sitar, orchestration
- Drake Levin, Dick Rosmini : guitare
- Jerry Scheff, Mark Tulin : basse
- Paul Lewinson : claviers, synthétiseurs
- Michael Botts, Joe Pollard :  batterie
- Pranesh Khan : tabla